# Anrukinzumab
L'anrukinzumab (IMA-638 secondo la Denominazione Comune Internazionale) è un anticorpo monoclonale umanizzato progettato per il trattamento dell'asma. Veniva prodotto dalla casa farmaceutica Wyeth prima che questa venisse assorbita dalla Pfizer.